# 레당주

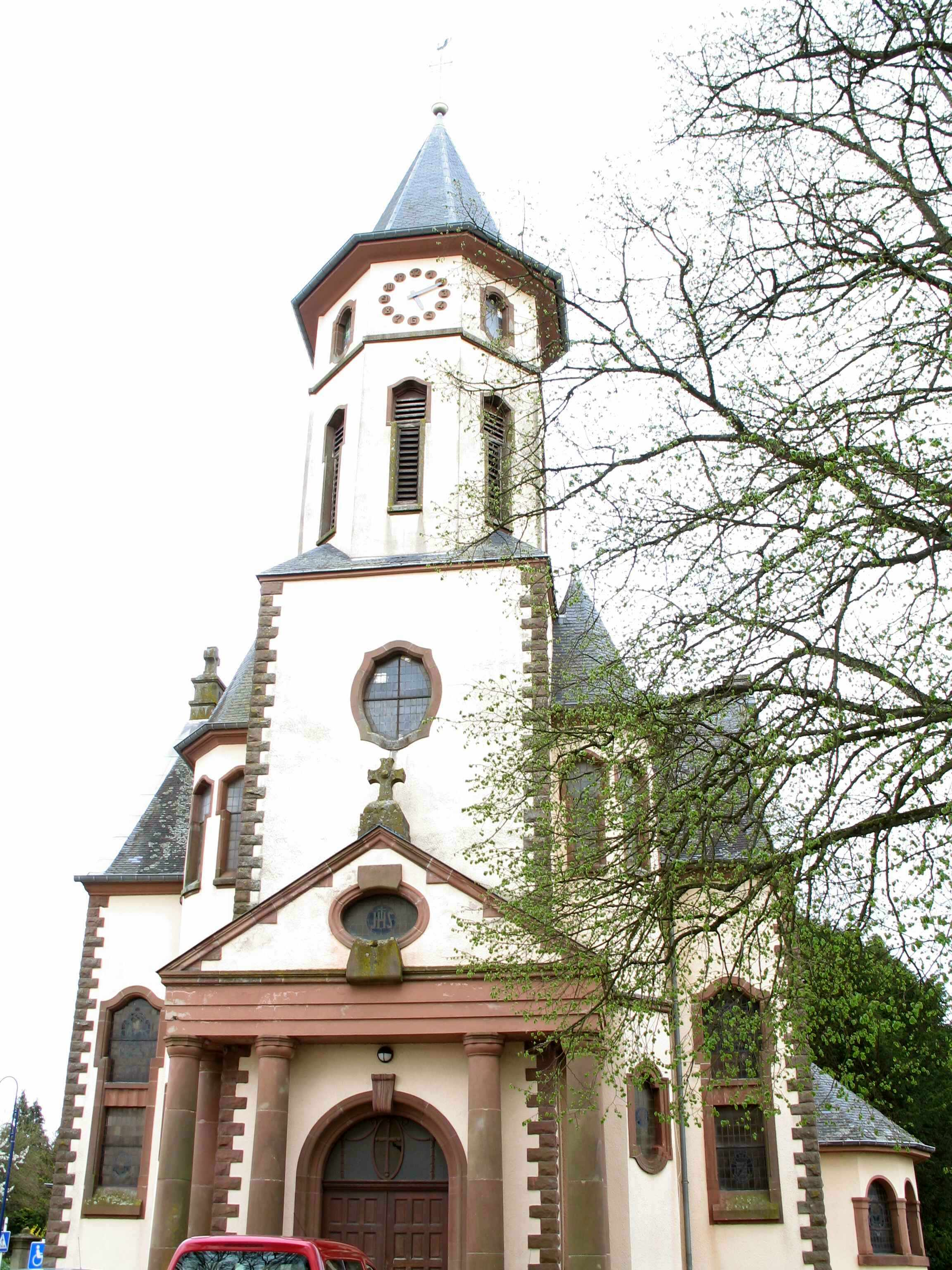
레당주 교회

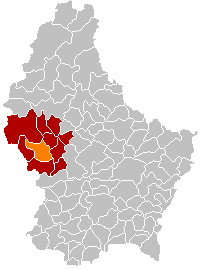
레당주의 위치

레당주(프랑스어: Redange, 룩셈부르크어: Réiden 레이덴, 독일어: Redingen 레딩겐[*]) 또는 레당주쉬르아테르(프랑스어: Redange-sur-Attert)는 룩셈부르크 서부 디키르히 구에 위치한 도시로 레당주 주의 주도이며 면적은 31.95km2, 인구는 2,631명(2014년 기준), 인구 밀도는 82명/km2이다.
벨기에 국경과 가까운 지점에 위치한다. 룩셈부르크의 총리, 유럽 연합 집행위원회 위원장을 역임한 정치인인 장클로드 융커의 출생지이기도 하다.

시 문장